# High Impact Games
High Impact Games è una compagnia di creazione di videogiochi situata in Burbank, California, formata nel 2003 da ex-membri di Insomniac Games e di Naughty Dog.
Nel 2007, la compagnia ha messo in commercio Ratchet & Clank: L'altezza non conta per Sony PlayStation Portable, convertito poi per Sony PlayStation 2 l'anno dopo, e Secret Agent Clank nel 2008, sempre per PlayStation Portable, convertito per PS2 l'anno dopo dal team Sanzaru Games.
La compagnia ha sviluppato anche Jak and Daxter: Una sfida senza confini per PlayStation Portable e PlayStation 2.

## Videogiochi
| Titolo del gioco                          | Data release      | Piattaforme                                    |
| ----------------------------------------- | ----------------- | ---------------------------------------------- |
| Ratchet & Clank: L'altezza non conta      | 13 febbraio 2007  | PlayStation Portable                           |
| Ratchet & Clank: L'altezza non conta      | 11 marzo 2008     | PlayStation 2                                  |
| Secret Agent Clank                        | 17 giugno 2008    | PlayStation Portable                           |
| Secret Agent Clank                        | 26 maggio 2009    | PlayStation 2 (sviluppato dalla Sanzaru Games) |
| Jak and Daxter: Una sfida senza confini   | 3 novembre 2009   | PlayStation Portable                           |
| Jak and Daxter: Una sfida senza confini   | 3 novembre 2009   | PlayStation 2                                  |
| Crash Team Racing 2010                    | Cancellato        | PlayStation 3                                  |
| Crash Team Racing 2010                    | Cancellato        | Xbox 360                                       |
| Crash Team Racing 2010                    | Cancellato        | Wii                                            |
| Phineas e Ferb - Nella seconda dimensione | 2 agosto 2011     | PlayStation 3                                  |
| Phineas e Ferb - Nella seconda dimensione | Cancellato        | Xbox 360                                       |
| Phineas e Ferb - Nella seconda dimensione | 2 agosto 2011     | Wii                                            |
| Call of Duty: Modern Warfare 3            | 8 novembre 2011   | Wii (Assistenza)                               |
| DreamWorks Super Star Kartz               | 15 novembre 2011  | PlayStation 3                                  |
| DreamWorks Super Star Kartz               | 15 novembre 2011  | Wii                                            |
| DreamWorks Super Star Kartz               | 15 novembre 2011  | Xbox 360                                       |
| DreamWorks Super Star Kartz               | 15 novembre 2011  | Nintendo 3DS                                   |
| Super Ninja                               | 13 gennaio 2012   | iOS                                            |
| GOGO Fishing                              | 13 gennaio 2012   | iOS                                            |
| Disney Princess: My Fairytale Adventure   | 18 settembre 2012 | Wii                                            |
| Disney Princess: My Fairytale Adventure   | 18 settembre 2012 | Nintendo 3DS                                   |
| Disney Princess: My Fairytale Adventure   | 18 settembre 2012 | PC                                             |
| Disney Princess: My Fairytale Adventure   | 18 settembre 2012 | MAC                                            |